# Brisbane Road
 (avril 2025).
Si vous disposez d'ouvrages ou d'articles de référence ou si vous connaissez des sites web de qualité traitant du thème abordé ici, merci de compléter l'article en donnant les références utiles à sa vérifiabilité et en les liant à la section « Notes et références ».

Brisbane Road est un stade de football localisé dans la banlieue est de Londres. C'est l'enceinte du club de Leyton Orient depuis 1937.

## Histoire
Ce stade de 9 271 places fut inauguré en 1937. Le record d'affluence est de 34.345 spectateurs en 1964 pour un match de coupe Leyton Orient-West Ham. 
À la suite du rachat du club en 1995, le nouveau propriétaire Barry Hearn décide de vendre les quatre virages du stade à un promoteur qui y fait construire des logements avec vue sur le terrain.
Le stade a accueilli la première finale de la NextGen Series en 2012. Cette compétition européenne est basée sur les mêmes principes que la Ligue des Champions, mais avec des joueurs de moins de 19 ans. C'est l'Inter Milan qui a remporté la compétition face à l'Ajax Amsterdam.